# الحاجب (ولاية الأغواط)
الحاجب منطقة فلاحية بالدرجة الأولى و لقد استقر بها السكان لقربها من عاصمة الولاية اذ لا تبعد عنها سوى ثلاثين كم على الطريق الوطني رقم 23 باتجاه تيارت عبر مدينة أفلو.

تبعد عن بلدبة تاجموت بحوالي 10 كم.

## التسمية
سميت القرية بهذا الاسم نسبة لشكل الخريطة فالملاحظ لخريطة بلدية تجموت يستنتج مباشرة أن منطقة الحاجب هي بالفعل على شكل حاجب العين و يقال أن سبب هذا الشكل يعود لرحلتي الشتاء و الصيف التي كان يقوم بها عرش الأرباع من الأغواط و ضواحيها نحو التل أي مناطق الغرب الجزائري كتيارت وتيسمسيلت و غيرها و لكي يكون لهم ممر خاص يميزهم عن عرش أولاد نايل.